# Gran Tarajal
Gran Tarajal es una localidad española del municipio de Tuineje, en la isla de Fuerteventura, comunidad autónoma de Canarias.
El pueblo tenía 7.757 habitantes en 2015. Su símbolo es la silueta de "La Punta del Camellito" llamada así por ser una montaña con apariencia de lomo de camello. Gran Tarajal se completa por una playa de un kilómetro de largo, aproximadamente, de arena negra y muy fina y dos muelles.

## Educación
Gran Tarajal cuenta con dos colegios públicos, ambos con comedor, llamados CEIP Cristóbal García Blairzy y CEIP Gran Tarajal. Además cuenta con dos institutos: IES Gran Tarajal e IES Vigán. 

## Actividades extraescolares
En el pueblo, desde los más pequeños hasta los más grandes, pueden disfrutar de actividades extraescolares, ya sean horas de apoyo y/o estudio, deportes variados o clases musicales. La Casa de La Cultura brinda un gran programa de actividades para todas las edades. Para los más pequeños: Kárate, clases de timple, guitarra, clases de apoyo, clases de idiomas, etc. Para los más grandes clases de instrumentos como guitarra, timple, violín, piano e incluso canto para el disfrute de futuras estrellas. Los deportes a ofrecer son: Baloncesto, fútbol, fútbol sala, bádminton, atletismo, baile, etc.

## Fiestas
- "Nuestra Señora de la Candelaria": Día dos de febrero. Compatrona de esta localidad.
- "Carnavales de Gran Tarajal": Principios de marzo. Se elige un tema para los carnavales y se organizan verbenas y actuaciones de baile y canto en el Recinto Ferial.
- "La Semana de La Juventud": Suelen celebrarse sobre la tercera semana de agosto. Su programa ofrece funciones para los más pequeños, colchonetas, payasos, animaciones, etc. Se organiza un torneo de fútbol playa para mayores de 16 años. Por las noches se celebran diferentes galas como Miss y Mister Infantil y Juvenil Gran Tarajal y Miss y Mister Adulto Gran Tarajal.
- "La Pesca de Altura": Esta fiesta se celebra a finales de verano. Los participantes vienen de todas las islas y en un periodo de tiempo buscarán el pez más grande para ganar diversos premios.
- "San Diego de Alcalá": 13 de noviembre. Patrón y santo que da nombre a su vez a la Iglesia parroquial de esta localidad.

## Clima
El clima es subtropical desértico, con temperaturas suaves durante todo el año, y precipitaciones muy escasas, ya que solo se recogen 62,6 mm de media anual según: "Pluviometría Media Anual De Canarias - meteo7islas".

## Galería

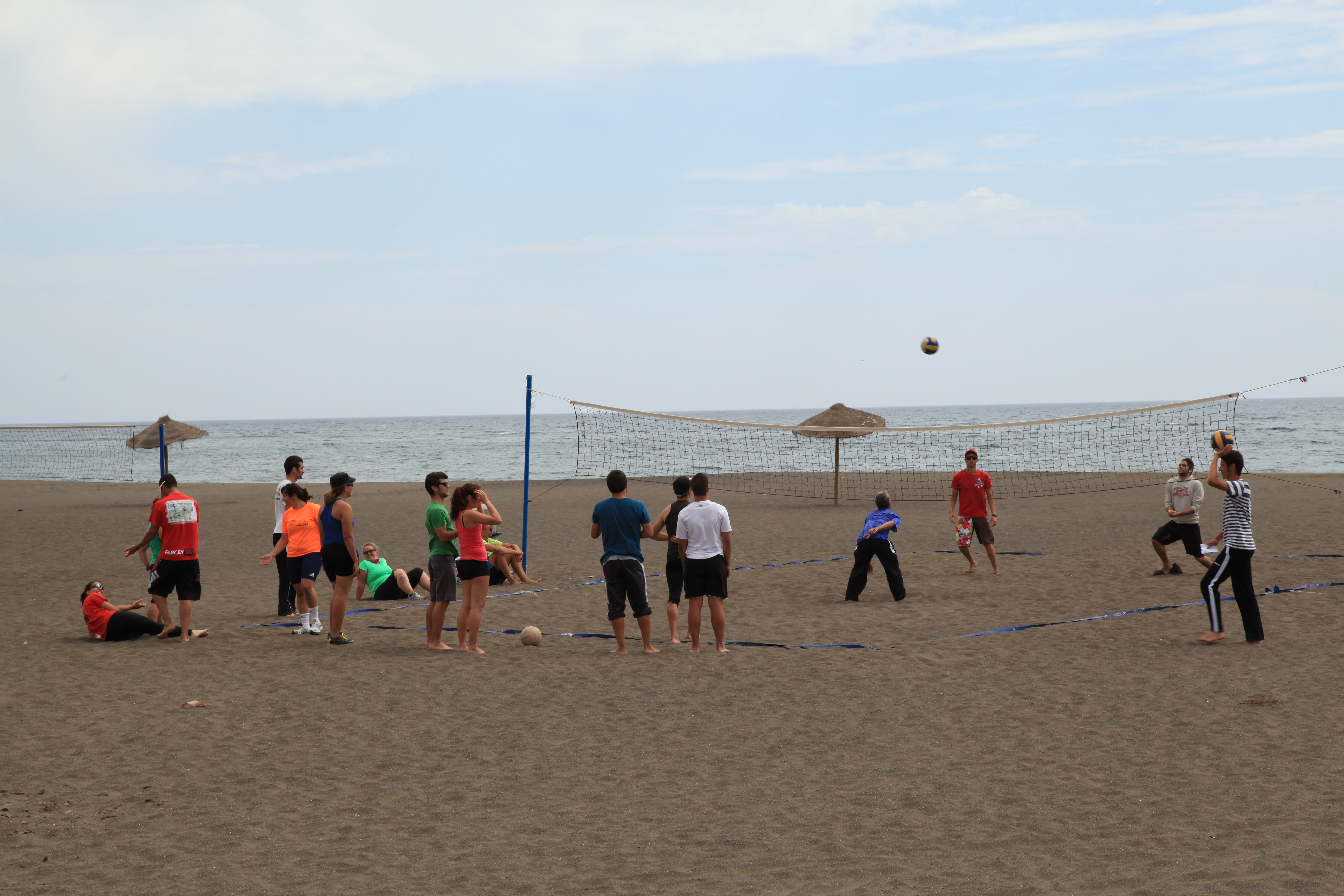
Grupo de amigos jugando al volei-playa en la playa de Gran Tarajal
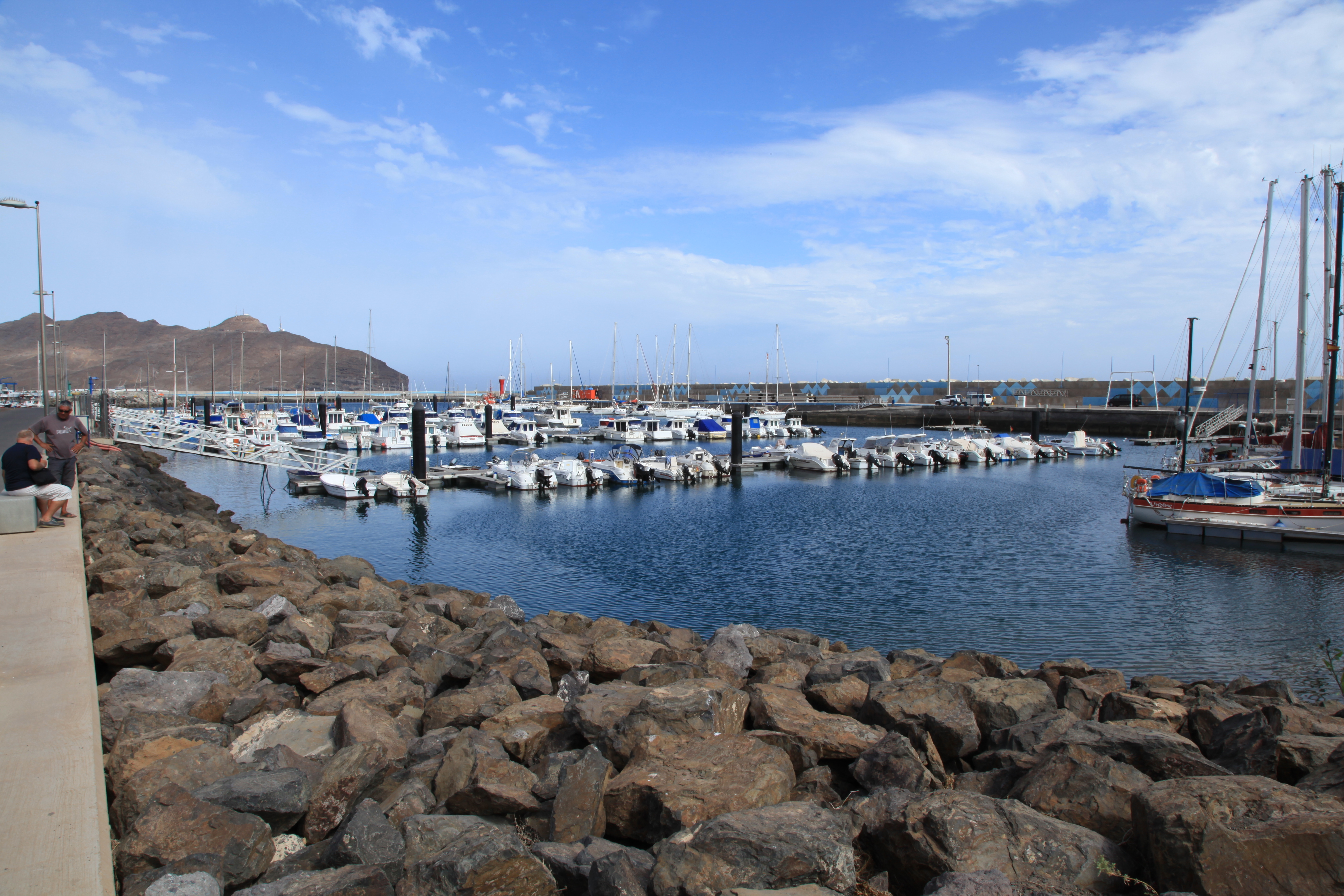
Uno de los muelles y donde se realiza las fiestas de La Pesca De Altura
- Fuente situada en el centro del pueblo